# Jack Hatfield
John Gatenby „Jack” Hatfield (Great Ayton, 1893. augusztus 15. – Middlesbrough, 1965. március 30.) olimpiai ezüstérmes angol úszó, vízilabdázó.